# Bachir Sidazara
Bachir Sidazara – (3 de marzo de 1996) es un deportista argelino que compite en lucha grecorromana. Ganó una medalla de plata en los Juegos Panafricanos de 2015. Ha ganado dos medallas de plata en el Campeonato Africano entre 2015 y 2016.

## Palmarés internacional
| Juegos Panafricanos | Juegos Panafricanos               | Juegos Panafricanos | Juegos Panafricanos |
| Año                 | Lugar                             | Medalla             | Categoría           |
| ------------------- | --------------------------------- | ------------------- | ------------------- |
| 2015                | Brazzaville (República del Congo) | Medalla de plata    | 80 kg               |
| Campeonato Africano |                                   |                     |                     |
| Año                 | Lugar                             | Medalla             | Categoría           |
| 2015                | Alejandría (Egipto)               | Medalla de plata    | 85 kg               |
| 2016                | Alejandría (Egipto)               | Medalla de oro      | 80 kg               |